# Cosmódromo de Plesetsk

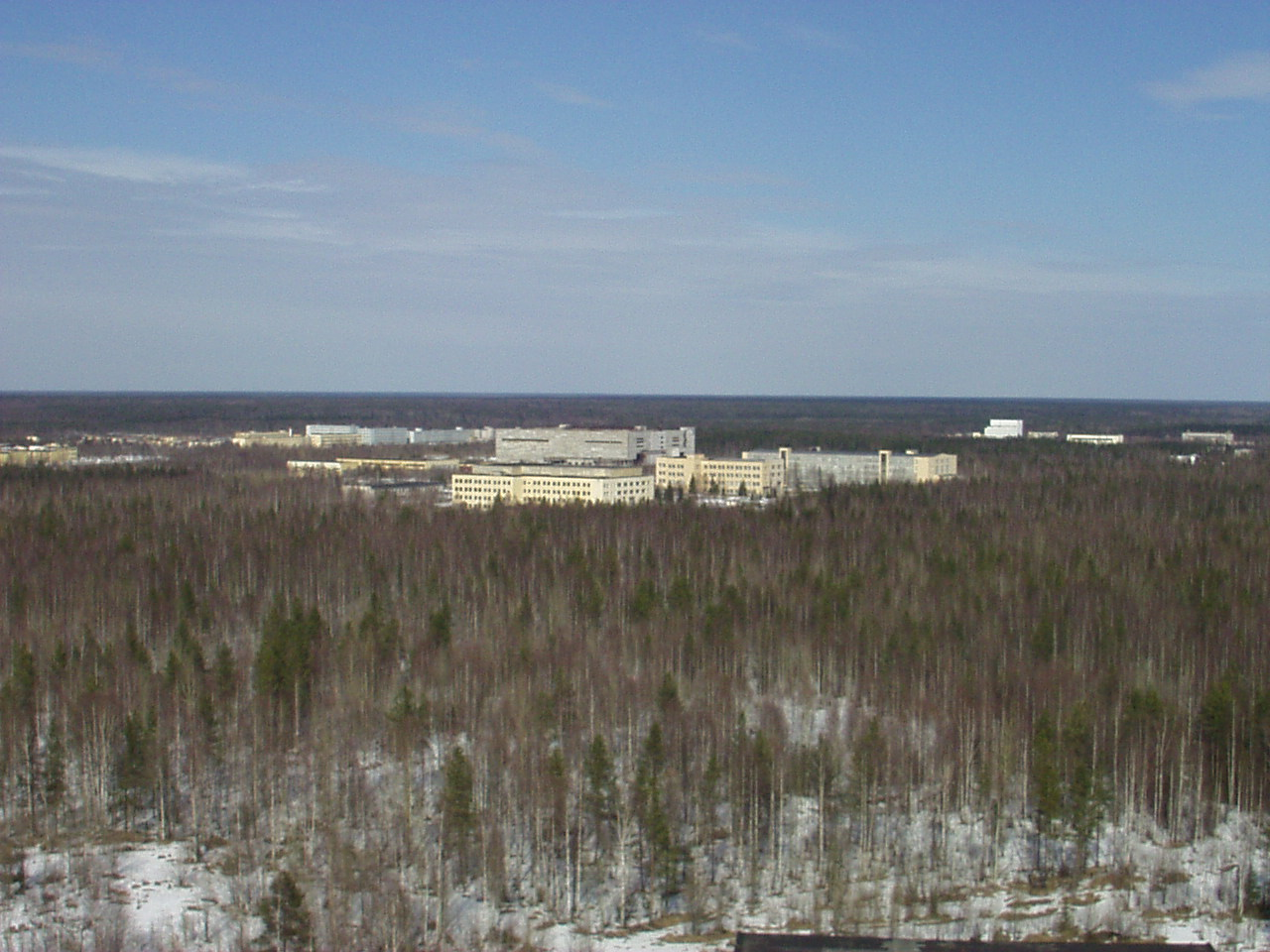
Planta procesadora de cohetes.

El Cosmódromo de Plesetsk es un cosmódromo localizado junto a las ciudades de Plesetsk y Mirni (en ruso "pacífico"). Esta última ciudad fue construida para alojar a los técnicos del cosmódromo. Se encuentra a unos 1057 km al norte de Moscú y 264 km al sur de Arcángel.
En sus inicios, era un complejo de misiles intercontinentales. Su construcción se inició en 1957 y fue declarado operacional para los cohetes R‑7 en diciembre de 1959.
en ruso: Космодром Плесе́цк
El pueblo de Plesetsk, 42 km hacia el suroeste, tiene una estación de ferrocarril, esencial para el transporte de componentes de misiles. Hacia 1997 se habían realizado ya más de 1500 lanzamientos al espacio desde este cosmódromo, más que ningún otro, aunque su uso decreció con la disolución de la Unión Soviética.
La existencia del cosmódromo de Plesetsk se mantuvo en el inicio en secreto, pero fue descubierto por el profesor británico de física Geoffrey Perry  (1927‑2000) y sus estudiantes de secundaria,
que en 1966 analizaron la órbita del satélite Cosmos 112 y dedujeron que no se había lanzado desde el cosmódromo de Baikonur. Después del final de la guerra fría se descubrió que la CIA sospechaba ya de la existencia de un sitio de lanzamiento de misiles intercontinentales en Plesetsk a finales de los años 1950. La Unión Soviética no admitió oficialmente la existencia del cosmódromo de Plesetsk hasta 1983.
Plesetsk se usa fundamentalmente para satélites militares posicionados en alta inclinación y órbitas polares ya que el lugar donde caen los restos del cohete es hacia el norte que es Ártico inhabitado y terreno polar. Está situado en una región de taiga y terreno plano bosques boreales de pinos. 
Plesetsk no está indicado para lanzamientos geoestacionarios de baja inclinación por causa de su latitud (comparado al puerto espacial de Kourou en Kourou, la instalación de la ESA, que está a 5° norte).
Desde el cosmódromo de Plesetsk se lanzan el Soyuz, el Cosmos-3M, el  Róckot, el Tsyklón y el nuevo Angará.
Desde este cosmódromo fue lanzado el RS-24 el nuevo ICBM que tenderá a reemplazar a los SS-18 y SS-19 los cuales comprenden el núcleo principal de la defensa nuclear de Rusia.

## Desastres

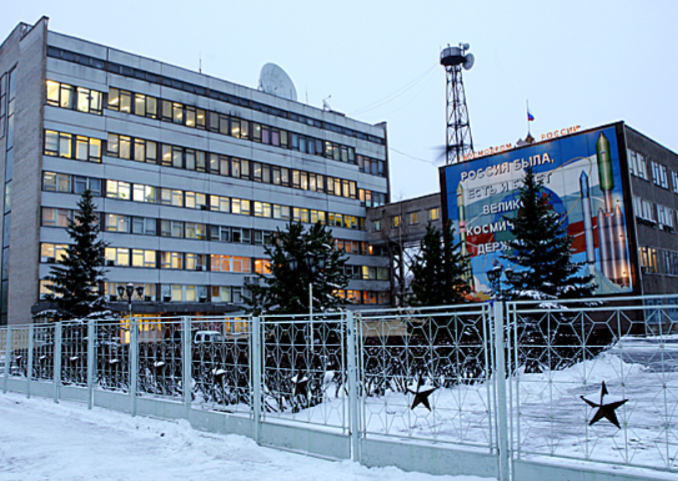
Edificios administrativos en el cosmódromo

El 26 de junio de 1973, 9 personas murieron en una explosión del cohete Cosmos 3‑M, preparado para ser lanzado.
El 18 de marzo de 1980, durante la operación de llenado de combustible de un cohete Vostok‑2M (que cargaba con un satélite Tseliná), el cohete explotó y murieron 48 personas.
El 15 de octubre de 2002, un Soyuz que transportaba una carga útil científica empezó a desintegrarse 20 segundos después del lanzamiento desde Plesetsk, explotó 9 segundos más tarde y provocó una lluvia de piezas alrededor del sitio del lanzamiento. La explosión mató al soldado Iván Márchenko, que estaba viendo el lanzamiento desde detrás de una gran ventana de vidrio en una instalación de procesamiento a 1 km del lugar de lanzamiento. Otros ocho soldados que estaban con Márchenko resultaron heridos, y seis de ellos tuvieron que ser hospitalizados. Fragmentos del cohete cayeron en los bosques de la misma área iniciando un incendio forestal y una fase de lanzamiento Block D impactó durante la desintegración en el lugar del lanzamiento, causando daños estructurales.

Imágenes de la NASA del incendio del 21 de septiembre de 2024 en Plesetsk.

El 21 de septiembre de 2024 a las 2:52 a. m. (hora local)
una prueba de un RS-28 Sarmat falló, provocó un incendio y destruyó un silo de lanzamiento.

## Aciertos

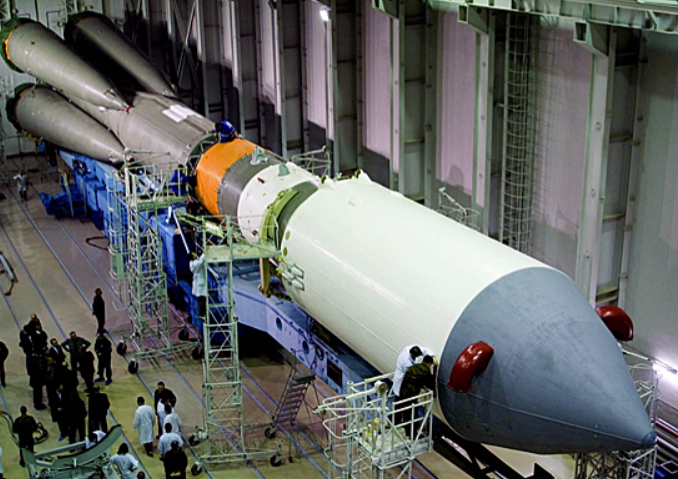
En el edificio de montaje y prueba del cosmódromo.

Con total éxito desde el cosmódromo se realizó, el 23 de mayo de 2012, el lanzamiento de una nueva versión de quinta generación, superior al Topol M y con nuevo tipo de combustible. Con una ojiva simulada dio en el blanco en la península de Kamchatka.
El 9 de julio de 2014 fue lanzado el cohete Angará 1,2PP, una versión especial experimental para probar simultáneamente los módulos URM-1 y URM-2, vuelo suborbital con una carga simulada de 1435 kg desde la plataforma 1, área 35 del Cosmódromo de Plesetsk.
El 23 de diciembre de 2014 despega el cohete Angará A5/Briz-M, que alcanzó una órbita geosíncrona con una carga simulada de 2000 kg desde la plataforma 1, área 35 del Cosmódromo de Plesetsk. Deliberadamente, la etapa Briz-M no se separó de la carga simulada.

## Véase también

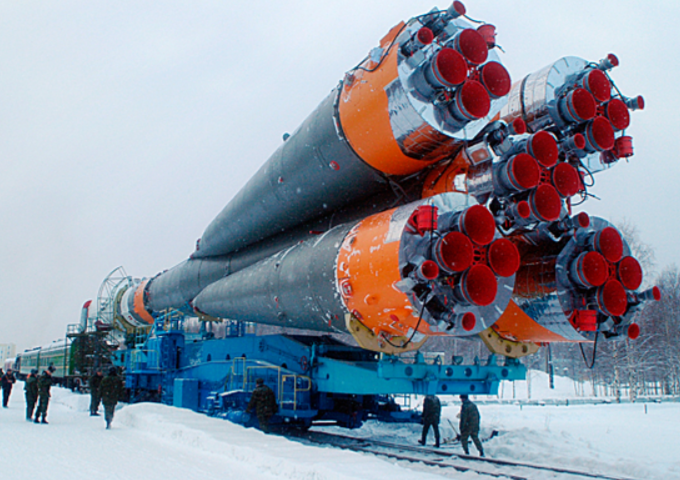
Transporte del vehículo de lanzamiento a la plataforma de lanzamiento